# Bedrijfsschadeverzekering (Nederland)
Een bedrijfsschadeverzekering is een Nederlandse vorm van verzekering die de eigenaar(s) van een bedrijf verzekert tegen het risico van bedrijfsstilstand, bijvoorbeeld als gevolg van brand. Een bedrijfsverzekering is een brandverzekering en wordt daarmee ingedeeld in schadeverzekeringen.

## Dekking van de verzekering

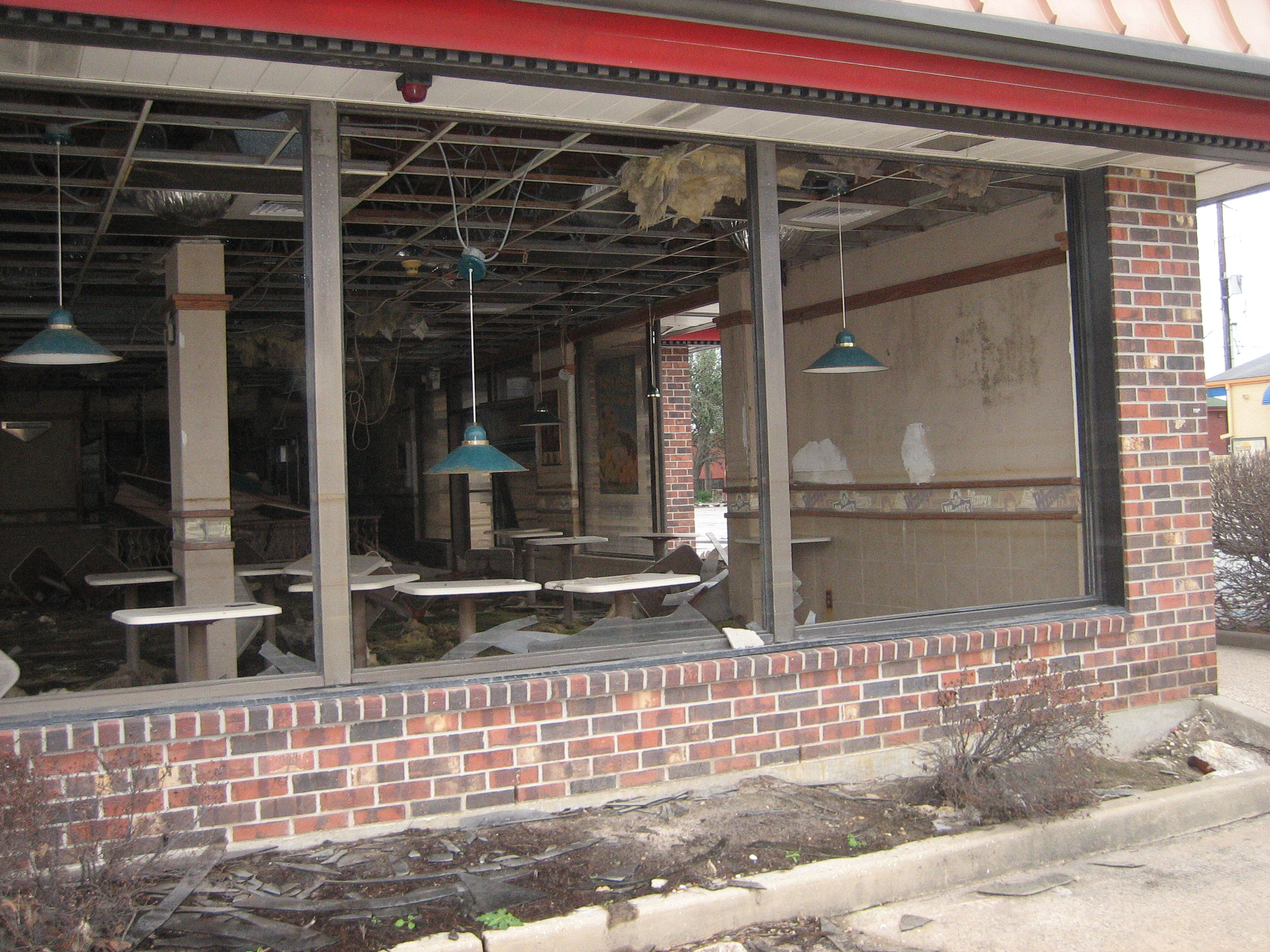
Schade aan een restaurant als gevolg van overstroming

Een bedrijfsschadeverzekering komt tot uitkering wanneer een schade plaatsvindt die door de verzekering wordt gedekt. Doorgaans dekt een bedrijfsschadeverzekering dekking volgens de uitgebreide dekking, waardoor de meest voorkomende schadeoorzaken zijn gedekt. Daarnaast bestaat vaak ook de mogelijkheid om het wegvallen van de stroomvoorziening of het gas mee te verzekeren. Voor het wegvallen van de stroomvoorziening geldt dan dat de uitval langer dan acht uur geduurd moet hebben en voor het gas langer dan 24 uur.

## Hoogte van de uitkering
De verzekeraar vergoedt de misgelopen winst vermeerderd met de vaste kosten. Waarschijnlijk kan pas bij het afsluiten van het boekjaar worden vastgesteld hoeveel de gederfde winst exact bedraagt.

### Voorbeeld
Een bakker sluit voor zijn bakkerij een bedrijfsschadeverzekering af. Als gevolg van een grote brand wordt zijn hele zaak verwoest. De verzekeraar zal de winst en de vaste kosten uitkeren. Stel: de bakkerij gaat niet helemaal verloren. Alleen één oven is beschadigd. De bakker kan minder brood bakken, waardoor hij minder verkoopt. Na een week is de bakkerij weer volledig operationeel. Het zal niet moeilijk zijn om vast te stellen hoe groot het omzetverlies in deze week was. Dit omzetverlies wordt, na aftrek van de normale variabele kosten, aan de bakker vergoed.

## Duur van de uitkering
De verzekering keert uit zolang het omzetverlies voortduurt. Er is echter geen ongelimiteerde uitkeringsduur. Van tevoren wordt de maximale uitkeringsduur vastgesteld. Hierbij wordt uitgegaan van de termijn die nodig is om in het “worstcasescenario” het bedrijf weer volledig operationeel te krijgen. Hierbij moet rekening worden gehouden met zowel de termijn voor de bouwvergunning, het bouwen zelf, de levertijd van nieuwe machines en het terugwinnen van de klanten. De maximale uitkeringsduur kan variëren van zes maanden tot enkele jaren.
Het is mogelijk een eigen risico op te nemen, uiteraard tegen een korting op de premie. Bij een eigen risico zal gedurende de eerste dagen geen uitkering volgen. Pas bij langdurige bedrijfsstilstand volgt een uitkering.

## Hoogte van het verzekerd bedrag
Als verzekerd bedrag dient de winst vermeerderd met de vaste lasten óf de bruto winst ( omzet min inkoopwaarde) minus de variabele lasten te worden aangehouden. Het spreekt voor zich dat deze bedragen kunnen variëren, waardoor gemakkelijk onder- dan wel oververzekering kan ontstaan.

### Accres/decresclausule
Om onder- en oververzekering te voorkomen hebben de meeste verzekeraars een clausule, de accres/decresclausule (ook wel aangeduid met increase/decreaseclausule of overdekkings- en restitutieclausule) op de polis opgenomen. Deze clausule bepaalt dat er in het begin van het nieuwe jaar een opgave verstrekt dient te worden van het “werkelijk belang”, zijnde het juiste verzekerd bedrag, voor het voorbije jaar. Aan de hand van deze gegevens stelt de verzekeraar de juiste premie voor het voorbije jaar op, en wordt de te veel of te weinig betaalde premie verrekend. De clausule vangt schommelingen in het verzekerd bedrag op tot een bepaald percentage (meestal 30%). Dit betekent dat wanneer blijkt dat het verzekerd bedrag te laag is, de verzekeraar maximaal 30% overdekking verleent.

## Hoogte van de premie
De premie wordt uitgedrukt in euro's per € 1.000 verzekerd bedrag. Zo kan de premie voor een bedrijfsschadeverzekering 2,00 ‰ bedragen, wat inhoudt dat de premie bij een verzekerd bedrag van € 100.000,-- per jaar € 200,-- is (nog te vermeerderen met assurantiebelasting).